# Mincha
Als Mincha (hebräisch מִנְחָה) wird das Nachmittagsgebet im Judentum bezeichnet. Es ist eines der drei Gebete, die von religiösen Juden täglich verrichtet werden. Die Zeit für die Verrichtung des Nachmittagsgebets ist nur soweit festgelegt, dass es frühestens eine halbe Stunde nach Ablauf der Hälfte des Tages – dem halachischen Mittag – und möglichst vor Einbruch der Dunkelheit zu erfolgen hat.
An Fasttagen und am Sabbat wird während Mincha aus der Tora gelesen.

## Gebete
Die Gebete von Mincha enthalten die folgenden Texte:
- Aschre
- U-wa le-Zion (nur an Schabbat und Festtagen)
- Toravorlesung (nur an Schabbat und Fasttagen)
- Amida
- Awinu Malkenu (an Fasttagen und den Zehn Tagen)
- Tachanun (weggelassen am Schabbat und bestimmten Festtagen)
- Zidkatcha Zedek (nur am Schabbat)
- Alenu

Von Rosch ha-Schana bis Jom Kippur, den sogenannten zehn Bußtagen und an Fastentagen, außer in Fällen, in denen das Tachanun-Gebet weggelassen wurde, wird Avinu Malkenu nach Amida hinzugefügt.
An Jom Kippur werden U-wa le-Zion (und Aschre nach Aschkenasim) auf den Neïlah-Gottesdienst verschoben.
Sephardim und italienische Juden beginnen die Mincha-Gebete mit Psalm 84 und Korbanot (Opfervorschriften aus Numeri Num 28,1–8 ) und fahren normalerweise mit dem Text Pittum-Hakketoret fort. Der Eröffnungsabschnitt wird mit Maleachi (Mal 3,4 ) abgeschlossen. Aschkenasim (deutsche Juden) und Polin (nicht-chassidische polnische Juden) beginnen mit dem Text Ribon HaOlamim, dann sprechen sie Ribon HaOlam, gefolgt von Korban HaTamid und dann Aschre.